# Stazione di Brighton
La stazione di Brighton (in inglese Brighton railway station) è la principale stazione ferroviaria di Brighton, in Inghilterra.